# Pod maskom
Pod maskom je strip epizoda Dilana Doga objavljena u Srbiji u svesci #206. u izdanju Veselog četvrtka. Na kioscima se pojavila 23. novembra 2023. Koštala je 350 dinara (2,9 €; 3,3 $). Imala je 94 strane.

## Originalna epizoda
Originalna epizoda pod nazivom Vendetta in maschera objavljena je premijerno u #415. regularne edicije Dilana Doga u Italiji u izdanju Bonelija. Izašla je 31.3.2021. Koštala je 4,9 €. Scenario je napisala Andrea Kala, a nacrtala Gabrijela Kontu. Naslovnu stranu nacrtao Điđi Kavenago.

## Prethodna i naredna epizoda
Prethodna sveska regularne edicije nosila je naslov Nevine igre (#205), a naredna Zatvorenik (#207).